# Circondario di Amberg-Sulzbach
Il circondario di Amberg-Sulzbach è uno dei circondari dello stato tedesco della Baviera.
Fa parte del distretto governativo dell'Alto Palatinato

## Città e comuni
(Abitanti il 31 dicembre 2023)
| Comuni del circondario | Città 1. Auerbach i.d.OPf. (9 127) 2. Hirschau (5 666) 3. Schnaittenbach (4 277) 4. Sulzbach-Rosenberg (19 548) 5. Vilseck (6 920) | Comuni 1. Ammerthal (2 065) 2. Birgland (1 828) 3. Ebermannsdorf (2 363) 4. Edelsfeld (1 992) 5. Ensdorf (2 076) 6. Etzelwang (1 412) 7. Freihung (2 559) 8. Freudenberg (4 123) 9. Gebenbach (862) 10. Hahnbach (5 028) 11. Hirschbach (1 183) 12. Hohenburg (1 640) 13. Illschwang (2 083) 14. Kastl (2 561) 15. Königstein (1 716) 16. Kümmersbruck (9 861) 17. Neukirchen bei Sulzbach-Rosenberg (2 507) 18. Poppenricht (3 389) 19. Rieden (2 648) 20. Schmidmühlen (2 365) 21. Ursensollen (3 843) 22. Weigendorf (1 272) |